# Шаврак Дмитро
Дмитро Шаврак (нар. 7 жовтня 1991, Суми) — український волейболіст, який грає на позиції догравальника у клубі «Житичі-Полісся» з м. Житомира.

## Життєпис
Народжений 7 жовтня 1991 року в Сума́х.
Був гравцем харківських клубів «Локо-Експрес» та «Локомотив», італійських «Тусканія» (2014—2018) та «Бергамо» (Caloni Agnelli Bergamo, 2018—2019; його одноклубником був, зокрема, Юрі Романо). Сезон 2019—2020 Дмитро Шаврак розпочав у клубі «Shabab Alahli» (ОАЕ).
Був гравцем студентської збірної України, яка брала участь в Універсіаді 2011.
Улітку 2020 перейшов із клубу «Гіпо Тироль» (Австрія) до клубу «Ортона» (Sieco Service Impavida Pallavolo Ortona, Італія).